# Farès Souhaid
Fares Antoun Souaid (arabe : فارس سعيد), né en 1958 à Qartaba, est un homme politique libanais maronite, membre du parlement et coordinateur du secrétariat général de l' Alliance du 14-Mars,, le mouvement derrière la fin de l' occupation syrienne du Liban en 2005.

## Biographie
Il est né en 1958 dans le village de Qartaba à Jbeil.
Au cours de la guerre civile libanaise de 1975, il s'est rendu à Paris pour étudier la médecine, avant de revenir en 1989 au Liban pour suivre le chemin politique de sa famille, lorsqu'il se déplace entre plusieurs partis.
En 2000, il est devenu membre du Parlement puis l'année suivante, à côté de Samir Frangié, le membre le plus éminent du rassemblement de Kornet Chehwane, qui s'est opposé à la prolongation du mandat du président Émile Lahoud,,.
Après le retour du président Michel Aoun de son exil en France en 2005, phénomène politique connu comme le « tsunami », Souaid échoue à l'élection présidentielle de 2005.
Il a assumé la tâche de coordonnateur du secrétariat général de la coalition de l'anti-occupation syrienne au Liban, le mouvement 14 mars 2005, qui s'est désintégré quelques années plus tard,,,.
En 2020, il s'oppose à l'influence de l'Iran et du Hezbollah au Liban.